# Iglesia de San Juan Bautista (Ampoigné)
La iglesia de San Juan Bautista (en francés, église Saint-Jean-Baptiste) es un templo católico ubicado en la comuna francesa de Prée-d'Anjou, Mayenne, Francia.

## Localización e historia
Está ubicada en la intersección de las carreteras 114 y 274, en la plaza Antoine de La Garanderie.
Tiene contrafuertes en arenisca roja.